# Edições do Windows 7
O Windows 7 está disponível em seis edições diferentes, mas somente a Home Premium, a Professional e a Ultimate estão mundialmente disponíveis no varejo. As outras edições estão focalizadas em outros mercados, tais como países em desenvolvimento ou uso empresarial. Cada edição do Windows 7 inclui todas as capacidades e características da edição abaixo dela. Todas as edições suportam a arquitetura de processadores de 32 bits (IA-32) e todas as edições exceto a Starter suportam a arquitetura de processadores de 64 bits (x86-64) (a mídia de instalação de 64 bits não está incluída na edição Home Basic, mas pode ser obtida da Microsoft).
Segundo a Microsoft, as características para todas as edições do Windows 7 são armazenadas na máquina, independentemente da edição que está em uso. Usuários que desejarem atualizar para uma edição do Windows 7 com mais recursos podem então usar o Windows Anytime Upgrade para comprar a atualização e destravar as características dessas edições. Microsoft anunciou as informações sobre os preços do Windows 7 em 25 de junho de 2009, e os preços do Windows Anytime Upgrade e do Family Pack em 31 de julho de 2009.

## Requisitos de sistema doWindows 7

#### Para executar o Windows 7 em seu computador, você precisa ter
- Processador de 32 bits (x86) ou 64 bits (x64) de 1 GHz ou superior*
- 1 GB de RAM (32 bits) ou 2 GB de RAM (64 bits)
- 16 GB (32 bits) ou 20 GB (64 bits) de espaço em disco disponível
- Dispositivo gráfico DirectX 9 com driver WDDM 1.0 ou superior

#### Requisitos adicionais para usar determinados recursos
- Acesso à Internet (poderão ser cobradas tarifas)
- Dependendo da resolução, a reprodução de vídeo pode exigir mais memória e hardware gráfico avançado
- Para alcançar o desempenho ideal, alguns jogos e programas podem exigir uma placa gráfica compatível com o DirectX 10 ou superior
- Para alguns recursos do Windows Media Center, um sintonizador de TV e outro hardware podem ser necessários
- O Windows Touch e os Tablet PCs exigem hardware específico
- O Grupo Doméstico exige uma rede e computadores com o Windows 7
- A criação de DVDs/CDs requer uma unidade óptica compatível
- O BitLocker exige o TPM (Trusted Platform Module) 1.2
- O BitLocker To Go exige um pen drive
- O Modo Windows XP requer 1 GB de RAM e 15 GB de espaço em disco disponível adicionais.
- Música e sons exigem uma saída de áudio

A funcionalidade e os elementos gráficos do produto poderão variar de acordo com a configuração do sistema. Alguns recursos podem exigir hardware avançado ou adicional.

#### Computadores com processadores multi-core
O Windows 7 foi projetado para funcionar com os processadores multi-core atuais. Todas as versões de 32 bits do Windows 7 dão suporte a até 32 núcleos de processador, enquanto as versões de 64 bits dão suporte a até 256 núcleos de processador.

### Edições

#### Windows 7 Starter
O Windows 7 Starter é a edição do Windows 7 que contém menos características. O tema Windows Aero não está incluído nesta edição, e ela não possui arquitetura de 64 bits, nem a conta de Convidado e a Troca Rápida de Usuário. O papel de parede e o estilo visual (Windows 7 Basic) é padrão e não pode ser modificado pelo usuário. Esta edição está disponível pré-instalada em computadores, especialmente netbooks, através de integrantes de sistemas ou fabricantes de computadores.

#### Windows 7 Home Basic
O Windows 7 Home Basic está disponível em países emergentes tais como Brasil, China, Colômbia, Filipinas, Índia, México, Paquistão, Rússia, Tailândia e Turquia. Ela não está disponível nos países de Primeiro Mundo incluindo Europa Ocidental e Central, América Anglo-Saxônica, Austrália e Arábia Saudita. Algumas opções do Aero são excluídas juntamente com várias novas características, Mas existem programas na Internet que permitem ativar o Aero separadamente, como o Personalization Panel. A Home Basic, juntamente com outras edições vendidas em mercados emergentes, incluem restrição geográfica de ativação, que requer que os usuários ativem o Windows dentro de certas regiões ou países.

#### Windows 7 Home Premium
Esta edição contém características destinadas à segmentação de mercado doméstico, tal como Windows Media Center, Windows Aero e controles de touch screen.

#### Windows 7 Professional
Esta edição é destinada a usuários adeptos e de pequenas empresas. Ela inclui todas as características do Windows 7 Home Premium e adiciona a capacidade de participar em um domínio do Windows Server. Características adicionais incluem operações como um servidor do serviço de terminal, Encrypting File System, modo de apresentação, políticas de restrição de software (mas não com recursos extras de gerenciamento do AppLocker) e Modo Windows XP. Inclui os snap-ins Editor de Diretiva de Grupo Local e Usuários e Grupos Locais do Console de Gerenciamento Microsoft.

#### Windows 7 Enterprise
Esta edição é destinada somente ao segmento corporativo do mercado sendo vendida somente através do licenciamento por volume a empresas que têm um contrato do Software Assurance com a Microsoft. Características adicionais incluem o suporte para pacotes da interface multilíngue de usuário (MUI), BitLocker e suporte a aplicativos UNIX. Não disponível no varejo ou em canais OEM, esta edição é distribuída através do Microsoft Software Assurance (SA). Como resultado ela inclui vários benefícios exclusivos do Software Assurance, incluindo uma licença que permite a execução de múltiplas máquinas virtuais, e a ativação via VLK.

#### Windows 7 Ultimate
O Windows 7 Ultimate contém todos os recursos das outras edições do Windows 7. Ela está disponível a usuários domésticos em uma licença-base individual.. Usuários do Windows 7 Home Premium e do Windows 7 Professional podem atualizar para o Windows 7 Ultimate por uma taxa usando o Windows Anytime Upgrade se desejarem. Ao contrário do Windows Vista Ultimate, a edição do Windows 7 Ultimate não inclui a característica Windows Ultimate Extras ou nenhuma outra característica exclusiva como a Microsoft tinha afirmado.